# Опава (Крайстчерч)
Опа́ва (маори Ōpāwaho) — южный микрорайон Крайстчерча, Новая Зеландия. Расположен в 2,5 километрах к юго-востоку от городского центра.
Название является сокращением от Opaawaho, которое на языке маори означает место («o»), отдалённое от центра («pā») или укреплённое отдалённое поселение, аванпост («paawaho»). На языке маори «Opaawaho» или «Ōpāwaho» является также названием реки Хиткот.

## История
Для маори две реки, протекающие через город Крайстчерч, были не только источником пищи и средством передвижения, но и символизировали дорогу для духов, приносящих исцеление и благословение. Там, где Опава-роуд пересекает реку Хиткот, во времена маори находилось каинга (небольшое поселение маори), известное как Опавахо. «Опавахо» — маорийское название реки Хиткот, а также название маленького поселения, которое располагалось на её берегах в течение нескольких веков. Опавахо означает «застава», и поселение выглядело именно так: главный па, расположенный на окраине современного Каиапои (Каикаи-а-варо, маори Kaikai-a-waro). Ещё до прихода племени Нгаи Таху район Опавахо использовался племенем Нгати Мамоэ как место сбора пищи. После прихода Нгаи Таху ситуация не сильно изменилась; Опавахо стал местом хранения пищи и отдыха. Отдых был необходим, поскольку маори кочевали с места на место, преодолевая большие расстояния по равнинам.
Основные места отдыха в Кентербери по пути между па Каиапои и Рапаки были следующими: главная северная дорога, которая сегодня соединяет Крайстчерч и Каиапои, когда-то была тропой маори. Ти Коука (Капустные деревья) в Бернсайд-Хай были хорошо известным местом отдыха и достопримечательностью. Следующая остановка — Путарингамоту, известная сегодня как Динс-Буш. Затем Опавахо, а на холмах, в том месте, где сегодня находится пресвитерианская церковь Кашмир-Хиллз, находится последнее пристанище, Матуку-такотако. Далее путь маори лежал в Рапаки, один из заливов гавани Литтелтон.
Местные легенды рассказывают о последнем вожде, которого звали Туракипо, который влюбился в Хинео, чей отец — Те Аке был вождём в Акароа. Он хотел взять её в жёны, но она отвергла его. В отместку Туракипо заколдовал её — наложил заклятие смерти, и она погрузилась в глубокий сон. Те Аке, отец Хинео, расстроенный, встал на холме над Охикапарупару (Самнер) и проклял Туракипо и его людей. Туракипо, и ещё несколько человек спаслись от макуту Те Аке, но позже всё равно были убиты его людьми. В связи с этой легендой считается, что скала Кейв-Рок в Самнере — это туша большого кита, принесённая маори из Опавы чёрной магией Те Аке.
Впервые термин Опава появился в газете The Star в 1868 году.
В настоящее время Опава считается одним из самых фешенебельных микрорайонов Крайстчерча, наряду с соседним Сент-Мартинсом. Большая часть микрорайонов Сент-Мартинс и Бекенхем к западу от него оставалась сельскохозяйственными угодьями вплоть до XX-го века. После землетрясений 2010/2011 года супермаркету и другим предприятиям микрорайона был нанесён непоправимый ущерб.

## Население
Согласно данным переписи населения 2006 и 2013 годов, население района (включая Сент-Мартинс и Бекенхем) сократилось примерно на 600 человек, с 10 266 до 9663 человек. Наиболее значительная убыль населения наблюдалась в пригородах Сент-Мартинс и Опава. Это коррелирует со значительным увеличением количества незанятых домов и людей, временно переезжающих из этих районов на то время, пока их дома ремонтируются или восстанавливаются после землетрясений 2010 и 2011 годов.
По состоянию на конец 2014 года демографические характеристики района свидетельствовали о том, что это в основном район со средним уровнем дохода, где приблизительно одна треть населения не занята в трудовой деятельности. В районе расположено три комплекса социального жилья с 88 квартирами; 27 из них были закрыты либо из-за повреждений, вызванных землетрясением, либо из-за несоответствия новым строительным нормам.
Согласно результатам переписи населения 2013 года, медианный доход в Бекенхеме и Сент-Мартинсе (соответственно 35 300 и 33 800 новозеландских долларов) значительно выше медианного дохода в Крайстчерче, составляющего $29 800, в то время как в Опаве он ниже — $29 500. Наиболее распространённый тип занятости жителей всего района — профессиональный.

## Досуг
В Крайстчерче в старых микрорайонах изначально было мало парков, но позже это было исправлено. Парки были созданы на месте старых усадеб в Сент-Олбансе (парк Абберли в 1940 году), Опаве (Райзингхолм в 1943 году) и Фендалтоне (Мона Вейл в 1968 году). По мере расширения Крайстчерча были созданы новые парки, такие как Фендалтон-парк (1944), Бернсайд-парк (1955) и Джелли-парк (1960). В черте микрорайона разбит муниципальный фруктовый сад. По воскресеньям работает ярмарка выходного дня, где фермеры могут реализовать свою продукцию.
Река Хиткот, которая проходит в Опава через всю застроенную территорию, является доминирующей частью природного ландшафта. На реке, а также на её берегах проводятся организованные развлекательные мероприятия. В районе Сент-Мартинс / Опава / Бекенхем имеется большое количество спортивных, развлекательных и досуговых групп обеспечивающих большое разнообразие мероприятий. 
Землетрясения в Кентербери в 2010 и 2011 годах нанесли значительный ущерб всему городу, причём особенно сильно пострадали районы, расположенные вблизи берегов рек и других водных путей. Уровень грунта во многих районах города понизился на 200—300 миллиметров, а в некоторых районах и больше. Река Хиткот, главная природная рекреационная часть этого района, была загрязнена и признана небезопасной для общественного использования после череды землетрясений и афтершоков в течение 2011 года. Как следствие, с тех пор День рафтинга на реке Хиткот не проводился. К сожалению, качество воды в реке продолжает меняться, в основном в зависимости от количества осадков, что оказывает воздействие на рекреационное использование реки. Из-за подземных водотоков и изменений русла реки в некоторых жилых районах, граничащих с рекой, существует повышенный риск наводнений. Окрестности реки остались относительно неповреждёнными и были восстановлены до состояния, существовавшего до землетрясения. Бекенхем-парк и Хансен-парк продолжают активно использоваться, в них проводятся соревнования по лёгкой атлетике и другие мероприятия.
В Опава по проекту Максвелла Бери была построена англиканская церковь святого Марка. В районе существует множество религиозных организаций, однако некоторые из них потеряли свои здания и в результате землетрясений. Конгрегации, потерявшие свои обычные места отправления культа, продолжают собираться в разных местах по всему району. Там, где залы церковных общин или помещения для собраний были повреждены или снесены, группы, использующие эти помещения, были вынуждены переехать в другие места, а в некоторых случаях и вовсе покинуть район.
После землетрясения в Кентербери ремесленные мастерские, местный клуб и усадьба общинного центра Райзингхолм были закрыты из-за разрушений, вызванных землетрясением. Это стало большой потерей для района, несмотря на то, что мероприятия по-прежнему могли проводиться в других местах. В середине 2013 года ремесленные мастерские были отремонтированы и вновь открыты. В 2014 году продолжались исследования относительно будущего
оставшихся зданий.
Микрорайон Опава и ближайшие Сент-Мартинс и Бекенхем обслуживают муниципальная библиотека Опавы, библиотека Святого Мартинса, детская библиотека Опавы и расположенная неподалёку Южная библиотека и центр обслуживания.

## Экономика
Значительными объектами розничной торговли являются магазины на Коломбо-стрит (Бекенхем) и недавно перестроенный супермаркет St Martins New World. Этот супермаркет и расположенные рядом здания, в которых размещались местные предприятия, были сильно повреждены в результате землетрясений 2010 и 2011 годов. Этот важный местный центр был восстановлен и вновь открыт в сентябре 2012 года.
Магазины в Опаве продолжают работать и предоставляют удобный спектр услуг для местного населения, включая мясную лавку, аптеку, молочный магазин и благотворительный магазин. 
После землетрясений 2010 и 2011 годов количество общественных организаций практически не уменьшилось; однако, количество их членов продолжает колебаться в связи с перемещением жителей в пределах района. Страховые вопросы, связанные с ремонтом зданий и постоянным размещением общественных организаций, остаются проблематичными. Значительные разрушения в результате землетрясений, которые произошли по всему городу, неизбежно отразились на состоянии застройки. В этом районе для защиты домов от риска наводнений в будущем потребуется более высокий уровень этажности. Фактический уровень пола для каждого дома будет установлен в процессе получения разрешения на строительство. Зимой 2013 года застройка вдоль реки Хиткот подверглась значительной угрозе и в некоторых случаях пострадала от широкомасштабного наводнения в результате землетрясения. Также в марте 2014 года значительные осадки привели к существенному наводнению на всей территории района, в результате которого были повреждены многие дома и затронуты дороги.

## Медицина, образование
В районе находятся два медицинских центра и семь домов престарелых и домов отдыха.
В районе, включающем Сент-Мартинс, Опава и Бекенхем расположены шесть начальных школ, две альтернативные школы, а также восемь церквей, три муниципальные библиотеки. Неподалёку находится Южный библиотечный и сервисный центр, находящийся под управлением городского совета Крайстчерча. Общественный центр Райзингхолм предоставляет возможности для проведения досуга и обучения многочисленным группам населения со всей южной части города.
В Опава действует начальная государственная школа совместного обучения. В 2021 году её посещал 331 учащийся.

## Спорт
В Новой Зеландии в хоккей с шайбой на замёрзших прудах и озёрах фермеры и сельскохозяйственные рабочие высокогорья Южного острова играли с 1900-х годов, а возможно, и раньше. В 1937 году на турнире в Опава команды соревновались за Кубок Эревона. По этому же случаю была создана Новозеландская ассоциация конькобежного спорта (NZISA). После попыток отделиться от NZISA, в 1986 году сторонники хоккея на льду создали Новозеландскую федерацию хоккея на льду.
В 1907 году в Опава открылся теннисный клуб.

## Известные личности
- Энтони Уайлдинг (1883—1915) — один из самых успешных теннисистов Новой Зеландии международного класса. Уайлдинг родился в спортивной семье в 1883 году в Опава, и в 17 лет выиграл свой первый титул чемпиона Кентербери. Он также стал первоклассным игроком в крикет[17].
- Молли Трайп[англ.] (1870—1939) — актриса, родилась в Опава[18].
- Уилфред Стэнли Уоллис (1891—1957) — хирург-ортопед, главный врач больницы, художник. Родился в Опава[19].
- Ноэлин Бэйкер[англ.] (1878–1958) — новозеландская суфражистка, администратор женского труда в военное время, просветитель[20].